# Miami Open 2023
Miami Open 2023 là một giải tennis chuyên nghiệp thi đấu trên mặt sân cứng diễn ra từ ngày 21 tháng 3 đến ngày 2 tháng 4 năm 2023 tại Sân vận động Hard Rock ở Miami Gardens, Florida. Đây là lần thứ 38 giải đấu được tổ chức và là một phần của ATP Masters 1000 trong ATP Tour 2023 và WTA 1000 trong WTA Tour 2023.
Carlos Alcaraz là đương kim vô địch nội dung đơn nam, nhưng thua ở vòng bán kết trước Jannik Sinner. Iga Świątek là đương kim vô địch nội dung đơn nữ, nhưng cô rút lui trước khi giải đấu bắt đầu do chấn thương.

## Điểm và tiền thưởng

### Phân phối điểm
| Sự kiện | VĐ   | CK  | BK  | TK  | V16 | V32 | V64 | V128 | Q  | Q2 | Q1 |
| Đơn nam | 1000 | 600 | 360 | 180 | 90  | 45  | 25* | 10   | 16 | 8  | 0  |
| Đôi nam | 1000 | 600 | 360 | 180 | 90  | 0   | —   | —    | —  | —  | —  |
| Đơn nữ  | 1000 | 650 | 390 | 215 | 120 | 65  | 35* | 10   | 30 | 20 | 2  |
| Đôi nữ  | 1000 | 650 | 390 | 215 | 120 | 10  | —   | —    | —  | —  | —  |

* Tay vợt miễn được nhận điểm vòng 1.

### Tiền thưởng
| Sự kiện  | VĐ         | CK       | BK       | TK       | V16     | V32     | V64     | V128    | Q2     | Q1     |
| Đơn nam  | $1,262,220 | $662,360 | $352,635 | $184,465 | $96,955 | $55,770 | $30,885 | $18,660 | $9,440 | $5,150 |
| Đơn nữ   | $1,262,220 | $662,360 | $352,635 | $184,465 | $96,955 | $55,770 | $30,885 | $18,660 | $9,440 | $5,150 |
| Đôi nam* | $436,730   | $231,660 | $123,550 | $62,630  | $33,460 | $18,020 | —       | —       | —      | —      |
| Đôi nữ*  | $436,730   | $231,660 | $123,550 | $62,630  | $33,460 | $18,020 | —       | —       | —      | —      |

*Tay vợt miễn được nhận điểm vòng 1

## Nội dung đơn ATP

### Hạt giống
Dưới đây là những tay vợt được xếp loại hạt giống. Hạt giống dựa trên bảng xếp hạng ATP vào ngày 20 tháng 3 năm 2023. Xếp hạng và điểm trước vào ngày 20 tháng 3 năm 2023.
| Hạt giống | Xếp hạng | Tay vợt                     | Điểm trước | Điểm bảo vệ | Điểm thắng | Điểm sau | Thực trạng                                     |
| --------- | -------- | --------------------------- | ---------- | ----------- | ---------- | -------- | ---------------------------------------------- |
| 1         | 1        | Carlos Alcaraz              | 7,420      | 1,000       | 360        | 6,780    | Bán kết thua trước Jannik Sinner [10]          |
| 2         | 3        | Stefanos Tsitsipas          | 5,770      | 90          | 90         | 5,770    | Vòng 4 thua trước Karen Khachanov [14]         |
| 3         | 4        | Casper Ruud                 | 5,560      | 600         | 45         | 5,005    | Vòng 3 thua trước Botic van de Zandschulp [26] |
| 4         | 5        | Daniil Medvedev             | 4,330      | 180         | 1,000      | 5,150    | Vô địch, đánh bại Jannik Sinner [10]           |
| 5         | 6        | Félix Auger-Aliassime       | 3,415      | 10          | 45         | 3,450    | Vòng 3 thua trước Francisco Cerúndolo [25]     |
| 6         | 7        | Andrey Rublev               | 3,390      | 10          | 90         | 3,470    | Vòng 4 thua trước Jannik Sinner [10]           |
| 7         | 8        | Holger Rune                 | 3,325      | (45)†       | 90         | 3,370    | Vòng 4 thua trước Taylor Fritz [9]             |
| 8         | 9        | Hubert Hurkacz              | 3,065      | 360         | 45         | 2,750    | Vòng 3 thua trước Adrian Mannarino             |
| 9         | 10       | Taylor Fritz                | 2,975      | 90          | 180        | 3,065    | Tứ kết thua trước Carlos Alcaraz [1]           |
| 10        | 11       | Jannik Sinner               | 2,925      | 180         | 600        | 3,345    | Á quân, thua trước Daniil Medvedev [4]         |
| 11        | 12       | Cameron Norrie              | 2,815      | 90          | 10         | 2,735    | Vòng 2 thua trước Grégoire Barrère             |
| 12        | 14       | Frances Tiafoe              | 2,710      | 90          | 45         | 2,665    | Vòng 3 thua trước Lorenzo Sonego               |
| 13        | 15       | Alexander Zverev            | 2,580      | 180         | 10         | 2,410    | Vòng 2 thua trước Taro Daniel [WC]             |
| 14        | 16       | Karen Khachanov             | 2,505      | 10          | 360        | 2,855    | Bán kết thua trước Daniil Medvedev [4]         |
| 15        | 18       | Alex de Minaur              | 2,085      | 45          | 10         | 2,050    | Vòng 2 thua trước Quentin Halys                |
| 16        | 19       | Tommy Paul                  | 2,045      | 45          | 90         | 2,090    | Vòng 4 thua trước Carlos Alcaraz [1]           |
| 17        | 20       | Borna Ćorić                 | 1,905      | 25          | 10         | 1,890    | Vòng 2 thua trước Christopher Eubanks [Q]      |
| 18        | 21       | Lorenzo Musetti             | 1,840      | 10          | 10         | 1,840    | Vòng 2 thua trước Jiří Lehečka                 |
| 19        | 23       | Matteo Berrettini           | 1,732      | 0           | 10         | 1,742    | Vòng 2 thua trước Mackenzie McDonald           |
| 20        | 25       | Alejandro Davidovich Fokina | 1,545      | 10          | 45         | 1,580    | Vòng 3 thua trước Tommy Paul [16]              |
| 21        | 27       | Grigor Dimitrov             | 1,450      | 10          | 45         | 1,485    | Vòng 3 thua trước Jannik Sinner [10]           |
| 22        | 28       | Roberto Bautista Agut       | 1,430      | 45          | 10         | 1,395    | Vòng 2 thua trước Emil Ruusuvuori              |
| 23        | 29       | Dan Evans                   | 1,345      | 10          | 10         | 1,345    | Vòng 2 thua trước Lorenzo Sonego               |
| 24        | 30       | Denis Shapovalov            | 1,345      | 10          | 45         | 1,380    | Vòng 3 thua trước Taylor Fritz [9]             |
| 25        | 31       | Francisco Cerúndolo         | 1,320      | 360         | 180        | 1,140    | Tứ kết thua trước Karen Khachanov [14]         |
| 26        | 32       | Botic van de Zandschulp     | 1,170      | 10          | 90         | 1,250    | Vòng 4 thua trước Emil Ruusuvuori              |
| 27        | 33       | Sebastián Báez              | 1,170      | 10          | 10         | 1,170    | Vòng 2 thua trước Cristian Garín [Q]           |
| 28        | 34       | Yoshihito Nishioka          | 1,144      | 61          | 10         | 1,093    | Vòng 2 thua trước Alex Molčan                  |
| 29        | 35       | Miomir Kecmanović           | 1,120      | 180         | 45         | 985      | Vòng 3 thua trước Andrey Rublev [6]            |
| 30        | 37       | Maxime Cressy               | 1,016      | 10          | 10         | 1,016    | Vòng 2 thua trước Dušan Lajović                |
| 31        | 38       | Diego Schwartzman           | 990        | 10          | 45         | 1,025    | Vòng 3 thua trước Holger Rune [7]              |
| 32        | 39       | Ben Shelton                 | 989        | 0           | 10         | 999      | Vòng 2 thua trước Adrian Mannarino             |

† Tay vợt không vượt qua vòng loại ở giải đấu năm 2022. Thay vào đó, điểm tốt nhất của lần 19 sẽ được thay thế vào.

#### Tay vợt rút lui khỏi giải đấu
Dưới đây là những tay vợt được xếp loại hạt giống, nhưng rút lui trước khi giải đấu bắt đầu.
| Xếp hạng | Tay vợt             | Điểm trước | Điểm giảm | Điểm sau | Lý do rút lui                                     |
| -------- | ------------------- | ---------- | --------- | -------- | ------------------------------------------------- |
| 2        | Novak Djokovic      | 7,160      | 0         | 7,160    | Không đáp ứng yêu cầu tiêm chủng vắc-xin COVID-19 |
| 13       | Rafael Nadal        | 2,715      | 0         | 2,715    | Chấn thương chân trái                             |
| 17       | Pablo Carreño Busta | 2,230      | 45        | 2,185    | Chấn thương khuỷu tay                             |
| 22       | Marin Čilić         | 1,735      | 45        | 1,690    | Chấn thương đầu gối                               |
| 24       | Nick Kyrgios        | 1,645      | 90        | 1,555    | Chấn thương đầu gối trái                          |
| 26       | Sebastian Korda     | 1,525      | 45        | 1,480    | Chấn thương cổ tay phải                           |
| 36       | Tallon Griekspoor   | 1,069      | 10        | 1,059    |                                                   |

### Vận động viên khác
Đặc cách:
- Zizou Bergs
- Taro Daniel
- Emilio Nava
- Shang Juncheng
- Dominic Thiem

Bảo toàn thứ hạng:
- Kyle Edmund
- Gaël Monfils
- Guido Pella

Vượt qua vòng loại:
- Nuno Borges
- Yosuke Watanuki
- Jordan Thompson
- Felipe Meligeni Alves
- Jan-Lennard Struff
- Benoît Paire
- Cristian Garín
- Daniel Altmaier
- Aleksandar Vukic
- Christopher Eubanks
- Pavel Kotov
- Roman Safiullin

Thua cuộc may mắn:
- Christopher O'Connell
- Thanasi Kokkinakis
- Aleksandar Kovacevic

### Rút lui
Trước giải đấu
- Benjamin Bonzi → thay thế bởi  Ugo Humbert
- Jenson Brooksby → thay thế bởi  Thiago Monteiro
- Pablo Carreño Busta → thay thế bởi  Alexei Popyrin
- Marin Čilić → thay thế bởi  Ilya Ivashka
- Novak Djokovic → thay thế bởi  Daniel Elahi Galán
- Jack Draper → thay thế bởi  Christopher O'Connell
- David Goffin → thay thế bởi  Márton Fucsovics
- Tallon Griekspoor → thay thế bởi  Facundo Bagnis
- Sebastian Korda → thay thế bởi  Denis Kudla
- Filip Krajinović → thay thế bởi  Thanasi Kokkinakis
- Kwon Soon-woo → thay thế bởi  Fabio Fognini
- Nick Kyrgios → thay thế bởi  Oscar Otte
- Constant Lestienne → thay thế bởi  Aleksandar Kovacevic
- Corentin Moutet → thay thế bởi  Dušan Lajović
- Rafael Nadal → thay thế bởi  Juan Pablo Varillas

## Nội dung đôi ATP

### Hạt giống
| Quốc gia | Tay vợt           | Quốc gia | Tay vợt           | Xếp hạng | Hạt giống |
| -------- | ----------------- | -------- | ----------------- | -------- | --------- |
| NED      | Wesley Koolhof    | GBR      | Neal Skupski      | 2        | 1         |
| USA      | Rajeev Ram        | GBR      | Joe Salisbury     | 7        | 2         |
| CRO      | Nikola Mektić     | CRO      | Mate Pavić        | 11       | 3         |
| ESA      | Marcelo Arévalo   | NED      | Jean-Julien Rojer | 14       | 4         |
| GBR      | Lloyd Glasspool   | FIN      | Harri Heliövaara  | 25       | 5         |
| IND      | Rohan Bopanna     | AUS      | Matthew Ebden     | 29       | 6         |
| ESP      | Marcel Granollers | ARG      | Horacio Zeballos  | 32       | 7         |
| MON      | Hugo Nys          | POL      | Jan Zieliński     | 34       | 8         |

*Bảng xếp hạng vào ngày 20 tháng 3 năm 2023.

### Vận động viên khác
Đặc cách:
- Martin Damm /  Shang Juncheng
- Marcelo Demoliner /  Christopher Eubanks
- Marcos Giron /  J. J. Wolf

Thay thế:
- Gonzalo Escobar /  Fabien Reboul

### Rút lui
- Pablo Carreño Busta /  Jaume Munar → thay thế bởi  Jaume Munar /  Bernabé Zapata Miralles
- Ivan Dodig /  Austin Krajicek → thay thế bởi  Austin Krajicek /  Nicolas Mahut
- Hubert Hurkacz /  John Isner → thay thế bởi  Gonzalo Escobar /  Fabien Reboul

## Nội dung đơn WTA

### Hạt giống
Dưới đây là những tay vợt được xếp loại hạt giống. Hạt giống dựa trên bảng xếp hạng WTA vào ngày 6 tháng 3 năm 2023. Xếp hạng và điểm trước vào ngày 20 tháng 3 năm 2023.
| Hạt giống | Xếp hạng | Tay vợt               | Điểm trước | Điểm bảo vệ | Điểm thắng | Điểm sau | Thực trạng                                   |
| --------- | -------- | --------------------- | ---------- | ----------- | ---------- | -------- | -------------------------------------------- |
| 1         | 1        | Iga Świątek           | 9,975      | 1,000       | 0          | 8,975    | Rút lui do chấn thương xương sườn            |
| 2         | 2        | Aryna Sabalenka       | 6,740      | 10          | 215        | 6,945    | Tứ kết thua trước Sorana Cîrstea             |
| 3         | 3        | Jessica Pegula        | 5,605      | 390         | 390        | 5,605    | Bán kết thua trước Elena Rybakina [10]       |
| 4         | 5        | Ons Jabeur            | 4,976      | 120         | 10         | 4,866    | Vòng 2 thua trước Varvara Gracheva [Q]       |
| 5         | 4        | Caroline Garcia       | 4,990      | 10          | 10         | 4,990    | Vòng 2 thua trước Sorana Cîrstea             |
| 6         | 6        | Coco Gauff            | 4,401      | 120         | 65         | 4,346    | Vòng 3 thua trước Anastasia Potapova [27]    |
| 7         | 10       | Maria Sakkari         | 3,191      | 10          | 10         | 3,191    | Vòng 2 thua trước Bianca Andreescu           |
| 8         | 8        | Daria Kasatkina       | 3,375      | 10          | 10         | 3,375    | Vòng 2 thua trước Elise Mertens              |
| 9         | 9        | Belinda Bencic        | 3,360      | 390         | 65         | 3,035    | Vòng 3 thua trước Ekaterina Alexandrova [18] |
| 10        | 7        | Elena Rybakina        | 3,720      | 65          | 650        | 4,305    | Á quân, thua trước Petra Kvitová [15]        |
| 11        | 11       | Veronika Kudermetova  | 2,470      | 120         | 10         | 2,360    | Vòng 2 thua trước Markéta Vondroušová [PR]   |
| 12        | 15       | Liudmila Samsonova    | 2,191      | 10          | 65         | 2,246    | Vòng 3 thua trước Zheng Qinwen [23]          |
| 13        | 14       | Beatriz Haddad Maia   | 2,276      | 65          | 65         | 2,276    | Vòng 3 thua trước Jeļena Ostapenko [24]      |
| 14        | 16       | Victoria Azarenka     | 2,182      | 65          | 65         | 2,182    | Vòng 3 thua trước Magda Linette [20]         |
| 15        | 12       | Petra Kvitová         | 2,377      | 215         | 1,000      | 3,162    | Vô địch, đánh bại Elena Rybakina [10]        |
| 16        | 13       | Barbora Krejčíková    | 2,324      | (1)†        | 120        | 2,443    | Vòng 4 thua trước Aryna Sabalenka [2]        |
| 17        | 17       | Karolína Plíšková     | 2,155      | 10          | 65         | 2,210    | Vòng 3 thua trước Markéta Vondroušová [PR]   |
| 18        | 18       | Ekaterina Alexandrova | 2,005      | 35          | 215        | 2,185    | Tứ kết thua trước Petra Kvitová [15]         |
| 19        | 21       | Madison Keys          | 1,652      | 10          | 65         | 1,707    | Vòng 3 thua trước Barbora Krejčiková [16]    |
| 20        | 19       | Magda Linette         | 1,770      | 35          | 120        | 1,855    | Vòng 4 thua trước Jessica Pegula [3]         |
| 21        | 29       | Paula Badosa          | 1,433      | 215         | 65         | 1,283    | Vòng 3 thua trước Elena Rybakina [10]        |
| 22        | 20       | Donna Vekić           | 1,662      | (20)‡       | 65         | 1,707    | Vòng 3 thua trước Petra Kvitová [15]         |
| 23        | 23       | Zheng Qinwen          | 1,594      | 10          | 120        | 1,704    | Vòng 4 thua trước Anastasia Potapova [27]    |
| 24        | 22       | Jelena Ostapenko      | 1,605      | 10          | 120        | 1,715    | Vòng 4 thua trước Martina Trevisan [25]      |
| 25        | 24       | Martina Trevisan      | 1,593      | 2+29        | 215+1      | 1,778    | Tứ kết thua trước Elena Rybakina [10]        |
| 26        | 27       | Zhang Shuai           | 1,460      | 65          | 0          | 1,395    | Rút lui                                      |
| 27        | 26       | Anastasia Potapova    | 1,494      | (30)‡       | 215        | 1,679    | Tứ kết thua trước Jessica Pegula [3]         |
| 28        | 28       | Anhelina Kalinina     | 1,452      | 120         | 10         | 1,342    | Vòng 2 thua trước Sofia Kenin [PR]           |
| 29        | 41       | Petra Martić          | 1,217      | 2           | 65         | 1,280    | Vòng 3 thua trước Elise Mertens              |
| 30        | 30       | Danielle Collins      | 1,392      | 215         | 65         | 1,242    | Vòng 3 thua trước Jessica Pegula [3]         |
| 31        | 36       | Marie Bouzková        | 1,274      | 65          | 65         | 1,274    | Vòng 3 thua trước Aryna Sabalenka [2]        |
| 32        | 40       | Zhu Lin               | 1,225      | 20          | 10         | 1,215    | Vòng 2 thua trước Karolína Muchová [Q]       |

† Tay vợt không bắt buộc phải tính điểm giải đấu năm 2022 do chấn thương dài hạn. Thay vào đó, điểm tốt nhất của lần 16 sẽ được thay thế vào.

‡ Tay vợt không vượt qua vòng loại ở giải đấu năm 2022. Thay vào đó, điểm tốt nhất của lần 16 sẽ được thay thế vào.

### Vận động viên khác[6]
Đặc cách:
- Erika Andreeva
- Hailey Baptiste
- Fernanda Contreras Gómez
- Alex Eala
- Brenda Fruhvirtová
- Victoria Jiménez Kasintseva
- Ashlyn Krueger
- Robin Montgomery

Bảo toàn thứ hạng:
- Sofia Kenin
- Evgeniya Rodina
- Taylor Townsend
- Markéta Vondroušová

Vượt qua vòng loại:
- Varvara Gracheva
- Anna-Lena Friedsam
- Storm Hunter
- Karolína Muchová
- Mirjam Björklund
- Katherine Sebov
- Anna Karolína Schmiedlová
- Viktorija Golubic
- Nao Hibino
- Tereza Martincová
- Laura Siegemund
- Lesia Tsurenko

Thua cuộc may mắn:
- Viktoriya Tomova
- Julia Grabher
- Magdalena Fręch

### Rút lui
- Alizé Cornet → thay thế bởi  Taylor Townsend
- Lauren Davis → thay thế bởi  Viktoriya Tomova
- Anett Kontaveit → thay thế bởi  Maryna Zanevska
- Camila Osorio → thay thế bởi  Emma Raducanu
- Alison Riske-Amritraj → thay thế bởi  Madison Brengle
- Iga Świątek → thay thế bởi  Julia Grabher
- Patricia Maria Țig → thay thế bởi  Anna Bondár
- Alison Van Uytvanck → thay thế bởi  Tamara Korpatsch
- Zhang Shuai → thay thế bởi  Magdalena Fręch

## Nội dung đôi WTA

### Hạt giống
| Country | Player                   | Country | Player             | Rank | Seed |
| ------- | ------------------------ | ------- | ------------------ | ---- | ---- |
| CZE     | Barbora Krejčíková       | CZE     | Kateřina Siniaková | 3    | 1    |
| USA     | Coco Gauff               | USA     | Jessica Pegula     | 8    | 2    |
| UKR     | Lyudmyla Kichenok        | LAT     | Jeļena Ostapenko   | 18   | 3    |
| USA     | Desirae Krawczyk         | NED     | Demi Schuurs       | 22   | 4    |
| CHN     | Xu Yifan                 | CHN     | Yang Zhaoxuan      | 25   | 5    |
| AUS     | Storm Hunter             | BEL     | Elise Mertens      | 27   | 6    |
| BRA     | Beatriz Haddad Maia      | MEX     | Giuliana Olmos     | 33   | 7    |
| USA     | Nicole Melichar-Martinez | AUS     | Ellen Perez        | 35   | 8    |
| CAN     | Gabriela Dabrowski       | BRA     | Luisa Stefani      | 36   | 9    |

*Bảng xếp hạng vào ngày 6 tháng 3 năm 2023.

### Vận động viên khác
Đặc cách:
- Danielle Collins /  Peyton Stearns
- Brenda Fruhvirtová /  Linda Fruhvirtová
- Makenna Jones /  Sloane Stephens

Bảo toàn thứ hạng:
- Kirsten Flipkens /  Bethanie Mattek-Sands
- Sofia Kenin /  Nadiia Kichenok

Thay thế:
- Ekaterina Alexandrova /  Tereza Mihalíková
- Irina-Camelia Begu /  Anhelina Kalinina

### Rút lui
- Barbora Krejčíková /  Kateřina Siniaková → thay thế bởi  Ekaterina Alexandrova /  Tereza Mihalíková
- Makoto Ninomiya /  Zheng Saisai → thay thế bởi  Irina-Camelia Begu /  Anhelina Kalinina

## Nhà vô địch

### Đơn nam
- Daniil Medvedev đánh bại  Jannik Sinner, 7–5, 6–3.

### Đơn nữ
- Petra Kvitová đánh bại  Elena Rybakina, 7–6(16–14), 6–2.

### Đôi nam
- Santiago González /  Édouard Roger-Vasselin đánh bại  Austin Krajicek /  Nicolas Mahut, 7–6(7–4), 7–5.

### Đôi nữ
- Coco Gauff /  Jessica Pegula đánh bại  Leylah Fernandez /  Taylor Townsend, 7–6(8–6), 6–2.